# Aaltohuset
Aaltohuset (en français : la maison Aalto) est un immeuble de bureaux de six étages construit à Avesta en Suède,,.

## Présentation
Aaltohuset est un immeuble de neuf étages conçu par Alvar Aalto. 
L'immeuble est recouvert de carreau de céramique bleu.
Le bâtiment a été construit en 1960 par le maître d'œuvre Ernst Sundh, qui était un ami d'Alvar Aalto. 
Le bâtiment abrite des appartements, des restaurants et d'autres locaux commerciaux.